# Isaak Presley
Isaak Presley (* 16. Juni 2002) ist ein US-amerikanischer Schauspieler. Bekanntheit erlangte er hauptsächlich durch seine Rollen als Jack in A History of Radness und als Ethan Diaz in der Disney-Channel-Serie Mittendrin und kein Entkommen.

## Leben
Presley reitet, seit er vier Jahre alt ist und gewann bereits mehrere Medaillen bei Wettkämpfen. Er veröffentlichte auf YouTube eine Single mit dem Titel Cowboys are Real Men, welche vom Reiten handelt. Mit neun Jahren begann er seine Karriere als Schauspieler in dem Film Brooklyn Brothers Beat the Best. Seit 2016 spielt Presley die Rolle des Ethan Diaz in der Disney-Channel-Serie Mittendrin und kein Entkommen.

## Filmografie
- 2011: Brooklyn Brothers Beat the Best
- 2012: The New Normal (Fernsehserie, 3 Episoden)
- 2013: Ghost Ghirls (Fernsehserie, Episode 1x08)
- 2013: The Advocates (Fernsehfilm)
- 2014: Pro Wrestling Family (Kurzfilm)
- 2014: Instant Mom (Fernsehserie, Episode 2x08)
- 2015: A Killer of Men (Kurzfilm)
- 2015: Austin & Ally (Fernsehserie, 2 Episoden)
- 2015: A History of Radness (Fernsehfilm)
- 2015: Wet Hot American Summer: First Day of Camp (Fernsehserie, 7 Episoden)
- 2015: Just Jacques (Fernsehserie, 3 Episoden)
- 2015: OMG! (Fernsehserie, 3 Episoden)
- 2016–2020: Fuller House (Fernsehserie, 8 Episoden)
- 2016: Nicky, Ricky, Dicky & Dawn (Fernsehserie, Episode 2x21)
- 2016–2018: Mittendrin und kein Entkommen (Stuck in the Middle, Fernsehserie)